# Distretto di María Parado de Bellido
Il distretto di María Parado de Bellido è uno degli otto distretti della provincia di Cangallo, in Perù. Si trova nella regione di Ayacucho e si estende su una superficie di 129,13 chilometri quadrati.

Istituito il 18 giugno 1962, ha per capitale la città di Pomabamba; nel censimento del 2005 contava 3.047 abitanti.